# Mana Endo
Mana Endo (Hiroshima, 2 de junho de 1971) é uma ex-tenista profissional japonesa.